# Betäubungspfeil

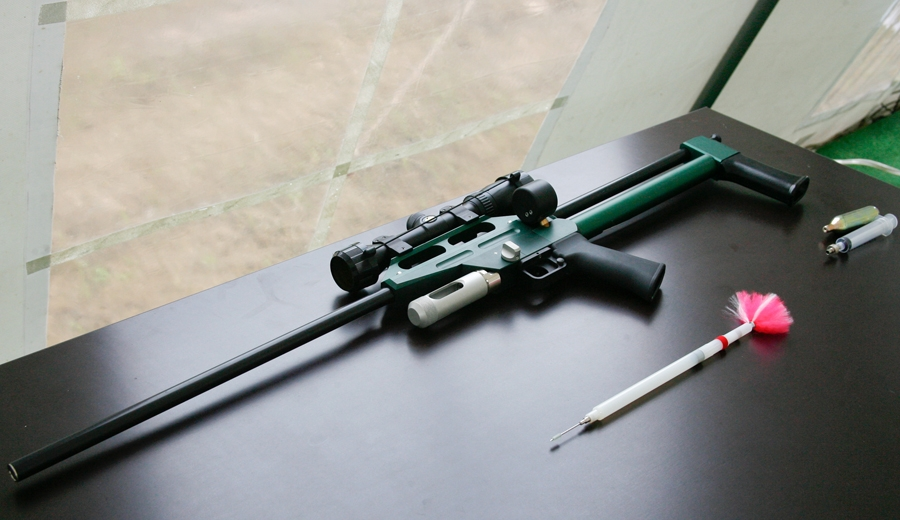
Betäubungsgewehr mit Betäubungspfeil

Betäubungspfeile sind spezielle Pfeile die aus Betäubungswaffen (Betäubungsgewehr, Blasrohr) zur Ruhigstellung (Immobilisierung) von Tieren aus der Distanz eingesetzt werden. Aufgebaut sind sie grundsätzlich wie eine Spritze, jedoch verfügt die Kanüle über eine seitliche Öffnung, welche mit einem verschiebbaren Kunststoffschlauch verschlossen ist. Trifft die Kanüle auf ein Ziel, wird der Kunststoffschlauch nach hinten geschoben und gibt so die Öffnung frei, dass sich der Inhalt der Spritze entleeren kann. Im hinteren Teil der Spritze befindet sich eine Treibladung, dabei kann es sich entweder um ein expandierendes Gas oder aber einen pyrotechnischen Treibsatz handeln.
Zur Flugstabilisierung werden am Ende des Pfeiles Fäden angebracht. Als Füllung werden verschiedene Medikamente meistens in Mischungen eingesetzt, wie z. B. die Hellabrunner Mischung, aber auch Barbiturate, Ketamin, Carfentanyl oder Xylazin.